# Louis Bosshart
Louis Bosshart (* 7. Januar 1944 in Fischingen TG) ist ein Schweizer Kommunikationswissenschaftler und emeritierter Professor für Medien- und Kommunikationswissenschaft der Universität Freiburg (Schweiz).
Sein Spezialgebiet ist die Forschung zur massenmedialen Unterhaltung in Film oder Fernsehen. Neben der Medien-Unterhaltung liegen seine Schwerpunkte in Lehre und Forschung bei der journalistischen Berufsfeldforschung, dem Verhältnis zwischen Medien und Politik sowie bei Popkultur und Individualkommunikation.

## Leben
Louis Bosshart studierte ab 1965 Germanistik und Publizistik in Freiburg im Üechtland und belegte 1967/68 ein Auslandssemester an der Freien Universität Berlin. Seine Promotion erfolgte 1972 mit einer namenkundlichen Arbeit bei Professor Eduard Studer, die Habilitation in Journalistik und Kommunikationswissenschaft 1979 bei den Professoren Florian H. Fleck und Ulrich Saxer.
Ab 1982 war Louis Bosshart ordentlicher Professor und erster Direktor am Institut für Journalistik und Kommunikationswissenschaft, später Präsident des Departements für Medien- und Kommunikationswissenschaft an der Universität Freiburg. Zwischen 1990 und 1992 war er Dekan der Wirtschafts- und Sozialwissenschaftlichen Fakultät. Als Gastprofessor und Lehrbeauftragter wirkte Bosshart unter anderem an den Universitäten Zürich, St. Gallen, Lugano, Klagenfurt und München sowie an der Stanford University. 2013 trat er als Professor in den Ruhestand.
Ausseruniversitär war er von 1984 bis 1993 als Präsident der Schweizerischen Gesellschaft für Kommunikations- und Medienwissenschaft (SGKM) tätig und präsidierte zahlreiche Kommissionen und Jurys.
Bosshart ist verheiratet und hat zwei erwachsene Söhne.

## Werke (Auswahl)
- Dynamik der Fernseh-Unterhaltung. Eine kommunikationswissenschaftliche Analyse und Synthese, Freiburg 1979 (= Öffentliche soziale Kommunikation, Bd. 13). Habilitationsschrift.
- Fernsehunterhaltung aus der Sicht von Kommunikatoren. In: Media Perspektiven, Nr. 8 (1984), S. 644–649.
- Die Papstbesuche in der Schweiz und im Fürstentum Liechtenstein – Zwei Mediengrossereignisse, Freiburg 1987.
- Überlegungen zu einer Theorie der Unterhaltung. In: Louis Bosshart; Wolfgang Hoffmann-Riem (Hrsg.): Medienlust und Mediennutz. Unterhaltung als öffentliche Kommunikation, München 1994, S. 28–40.
- Stimulierung und Entlastung durch Medien-Kulturkommunikation. In: Ulrich Saxer (Hrsg.): Medien-Kulturkommunikation. Opladen 1998, S. 299–309.
- (zusammen mit Ilaria Macconi): Media Entertainment. In: Communication Research Trends 18, 1998, Nr. 3, pp. 3–8, 19–38.
- (als Herausgeber, zusammen mit Matthias F. Steinmann): "Lüthi und Blanc". Das Integrationspotenzial einer "Seifenoper" (Media Paper Nr. 13). Freiburg 2002.
- Zur Genese der Unterhaltungsforschung in der deutschsprachigen Medien- und Kommunikationswissenschaft. In: Werner Wirth; Holger Schramm; Volker Gehrau (Hrsg.): Unterhaltung durch Medien. Theorie und Messung. Köln 2006, S. 12–24.
- Information und/oder Unterhaltung. In: Armin Scholl; Rudi Renger; Bernd Blöbaum (Hrsg.): Journalismus und Unterhaltung. Theoretische Ansätze und empirische Befunde. Wiesbaden 2007, S. 17–29.

### Buch für Louis Bosshart
- Ursula Ganz-Blättler; Diana Ingenhoff (Hrsg.): Man kann nicht nicht unterhalten. Beiträge zur Unterhaltungspublizistik; LIT, Münster 2013, ISBN 978-3-643-80148-7